# Rue Tramassac
La rue Tramassac est une rue située dans le 5e arrondissement de Lyon, en France.

## Situation et accès

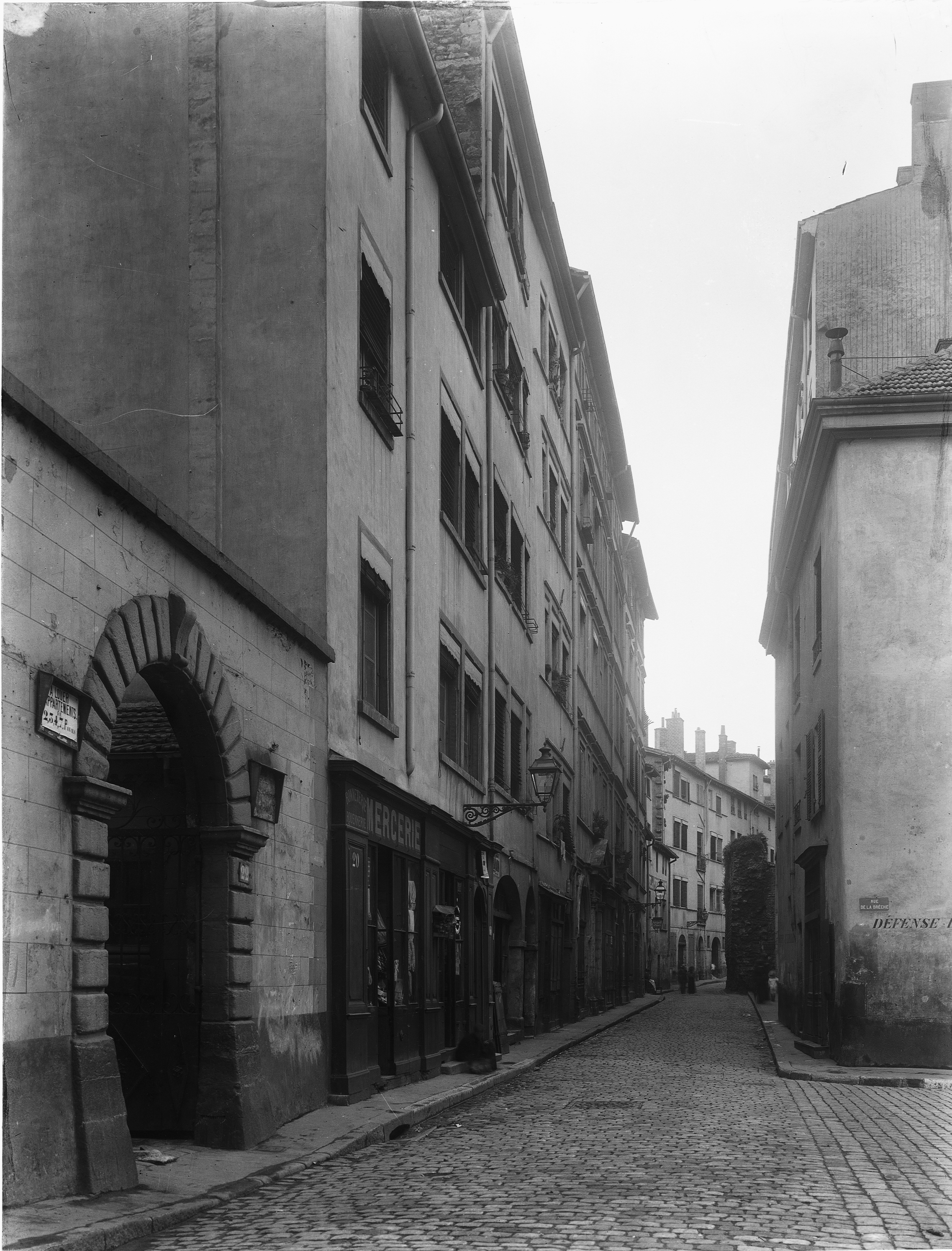
Rue Tramassac aux alentours de 1936, avec sur la droite le départ de la rue de la Brèche.

D'orientation nord-sud, elle va de la place de la Trinité au carrefour entre la rue de la Bombarde et la montée du Chemin-Neuf. Il semble qu'une partie de son tracé se soit appelé rue de la Bombarde, comme il apparaît sur le Plan scénographique de Lyon vers 1550.

## Origine du nom

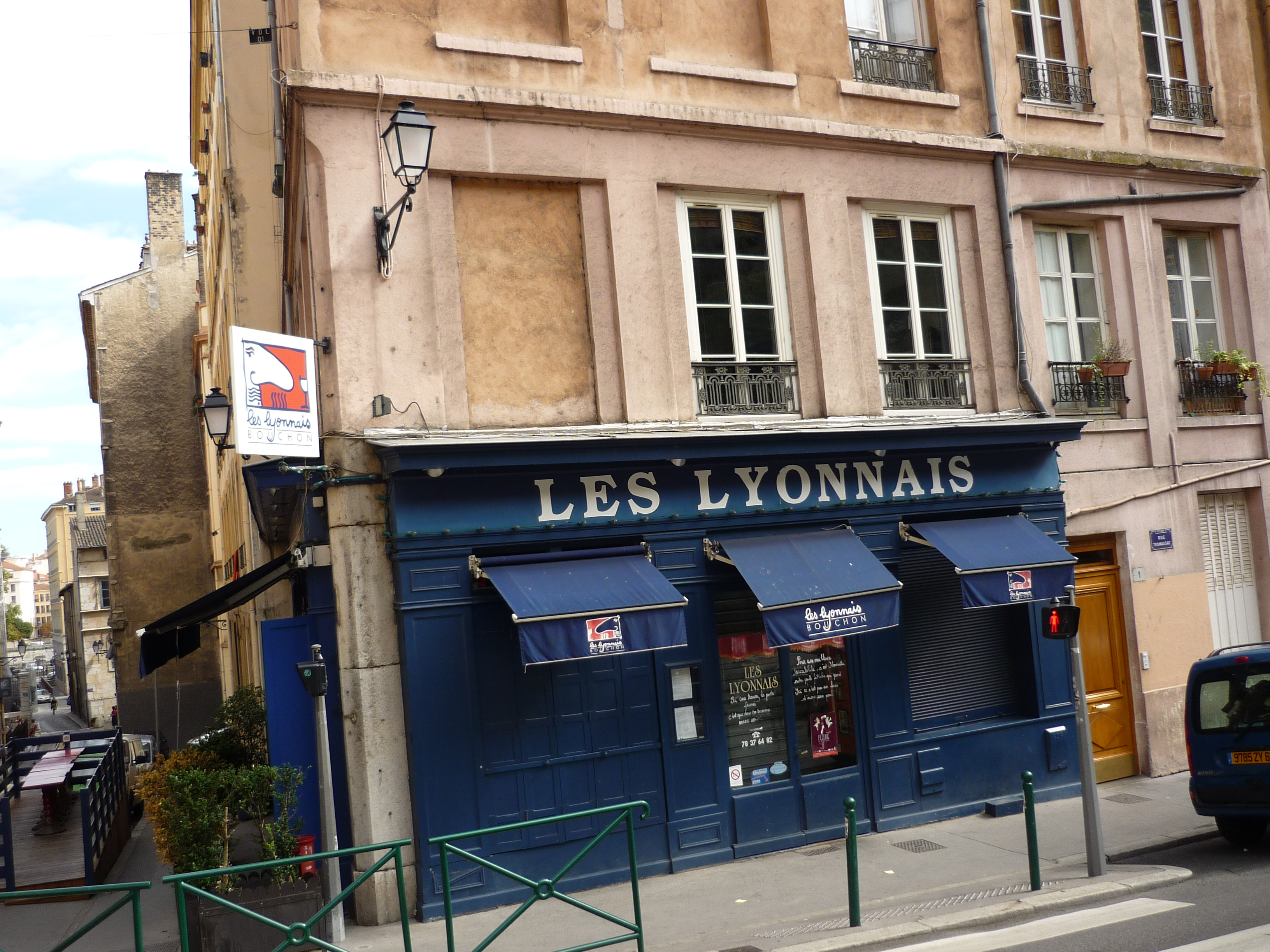
Bouchon au numéro 1 de la rue Tramassac

Cette rue dont l'origine du nom et l'étymologie sont inconnues a été dénommée dans les textes anciens : « Retro Marsal », « Tres Marsos », « Trans Marsas », « Tres Massal ».

Vachet rappelle deux théories proches ; l'une, du P. Ménestrier propose le terme « Retro massam » pour derrière la masse du temple, qui signifierait qu'il y eut un temple païen à la place Saint-Jean et l'autre de Cochard est « Retro Marsal », pour un temple dédié au dieu Mars, par déformation de la formule Retro Martis aram.
Vanario rapporte les formes Tres marsal et Tres Marsaut, et la forme populaire Trois massacres. Il avance comme origine au nom les marécages qui se situaient aux pieds des pentes à l'origine de l'urbanisation de cette portion de la cité.
Maynard donne comme toponyme attesté outre ceux mentionnés plus haut Petromarsal. Il exprime des doutes sur l'existence d'un temple païen ayant existé dans la zone.
Le nom de Tramassac a été donné successivement à plusieurs sections de la voie. Jusqu'au XVIIIe siècle, le nom de Tramassal puis de Tramassac est donné à l'actuelle Rue du Bœuf, pour émigrer progressivement sur l'emplacement actuel.

## Historique

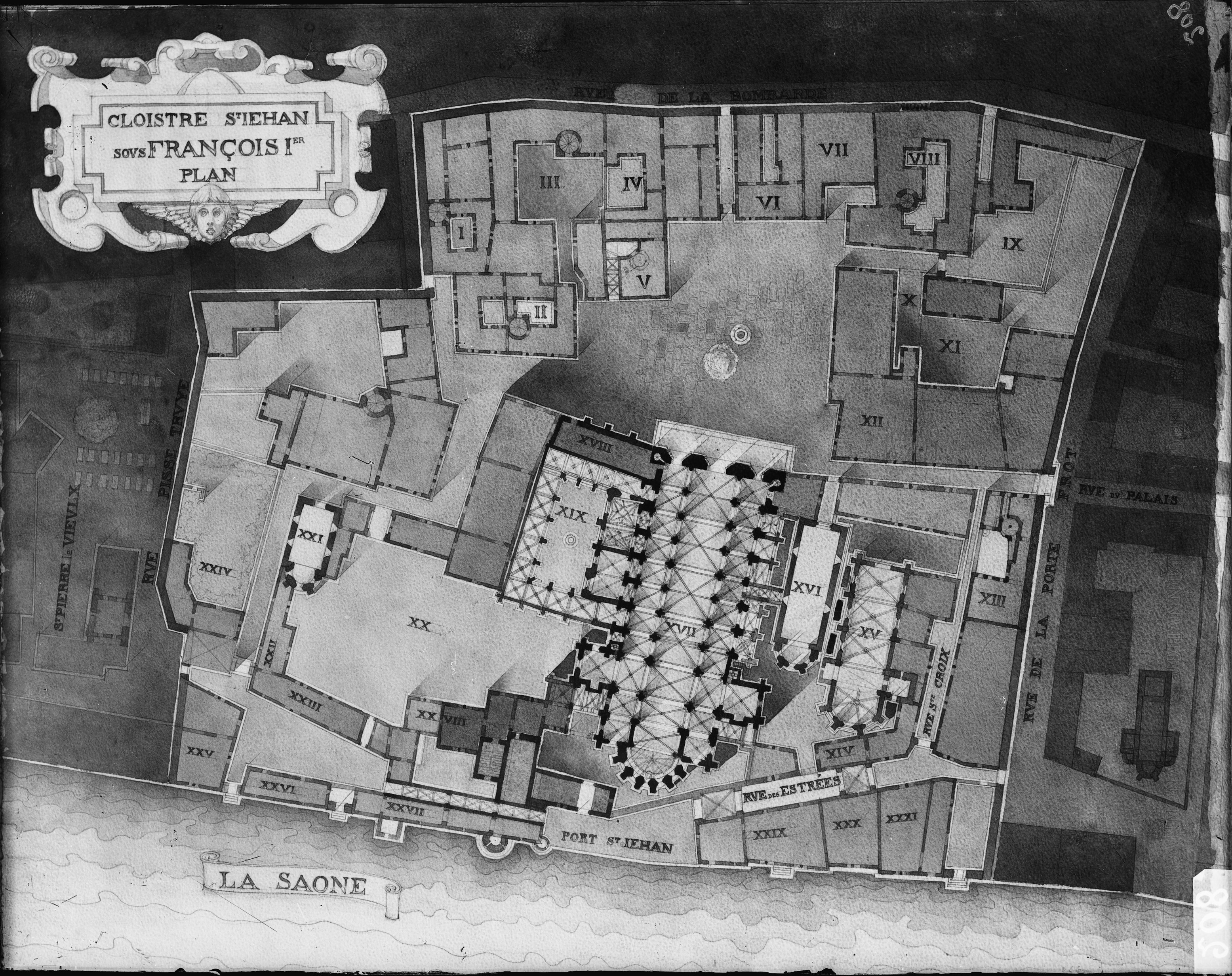
Plan du groupe cathédral de Lyon, à l'époque de la Renaissance. La rue de la Bombarde est située à la place de l'actuelle rue Tramassac.

La rue est attestée dès le XIVe siècle, mais Vanario estime qu'il s'agit d'une des plus anciennes voies lyonnaises, datant d'avant l'époque romaine.
À la Renaissance, cette rue longe les remparts du groupe cathédral de Lyon (quartier fortifié des chanoines autour de la cathédrale), une des portes du cloitre menant à cette rue. À cette époque, cette rue est habitée par des personnes du peuple, assez pauvres : ouvriers journaliers (affaneurs), ouvriers constructeurs de bateau (reveyrans), pêcheurs.

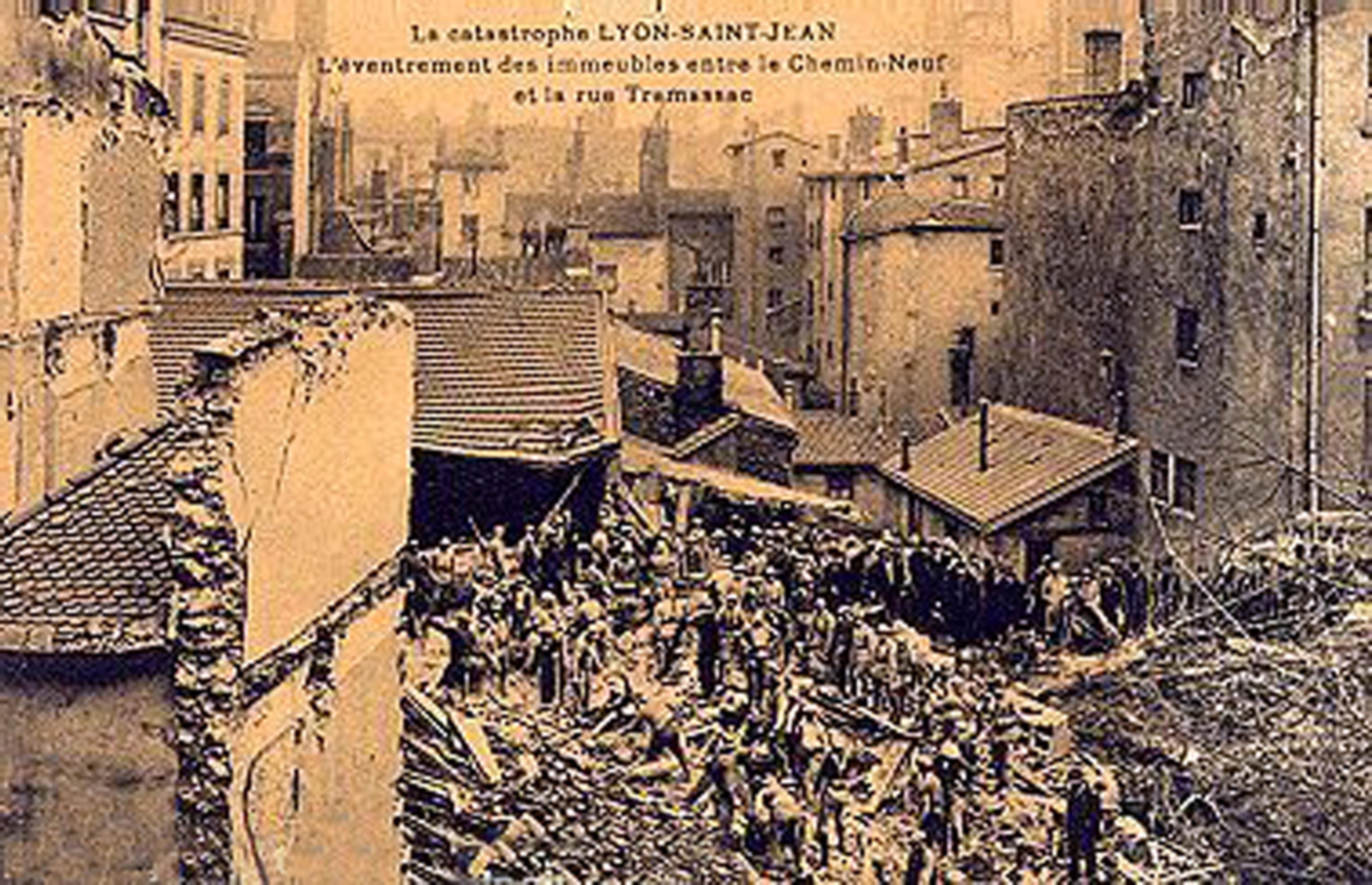
Photographie de la catastrophe

Durant la nuit du 12 au 13 novembre 1930 a lieu la catastrophe de Fourvière, qui touche lourdement la rue. Un pan de la colline s'effondre, détruisant de nombreuses maisons et faisant quarante morts.

## Bâtiments remarquables et lieux de mémoire
Les bâtiments d'une certaine importance étaient :
- Au no 6 : l'hôtel du Petit-Versailles, avec un reste du mur du cloitre Saint-Jean du XIIe siècle, élevé pour protéger les chanoines de la cathédrale.
- Au no 22 : l'hôtel Valois, ou du baron des Adrets, dotés de deux pavillons carrés, construits au XVIe siècle.

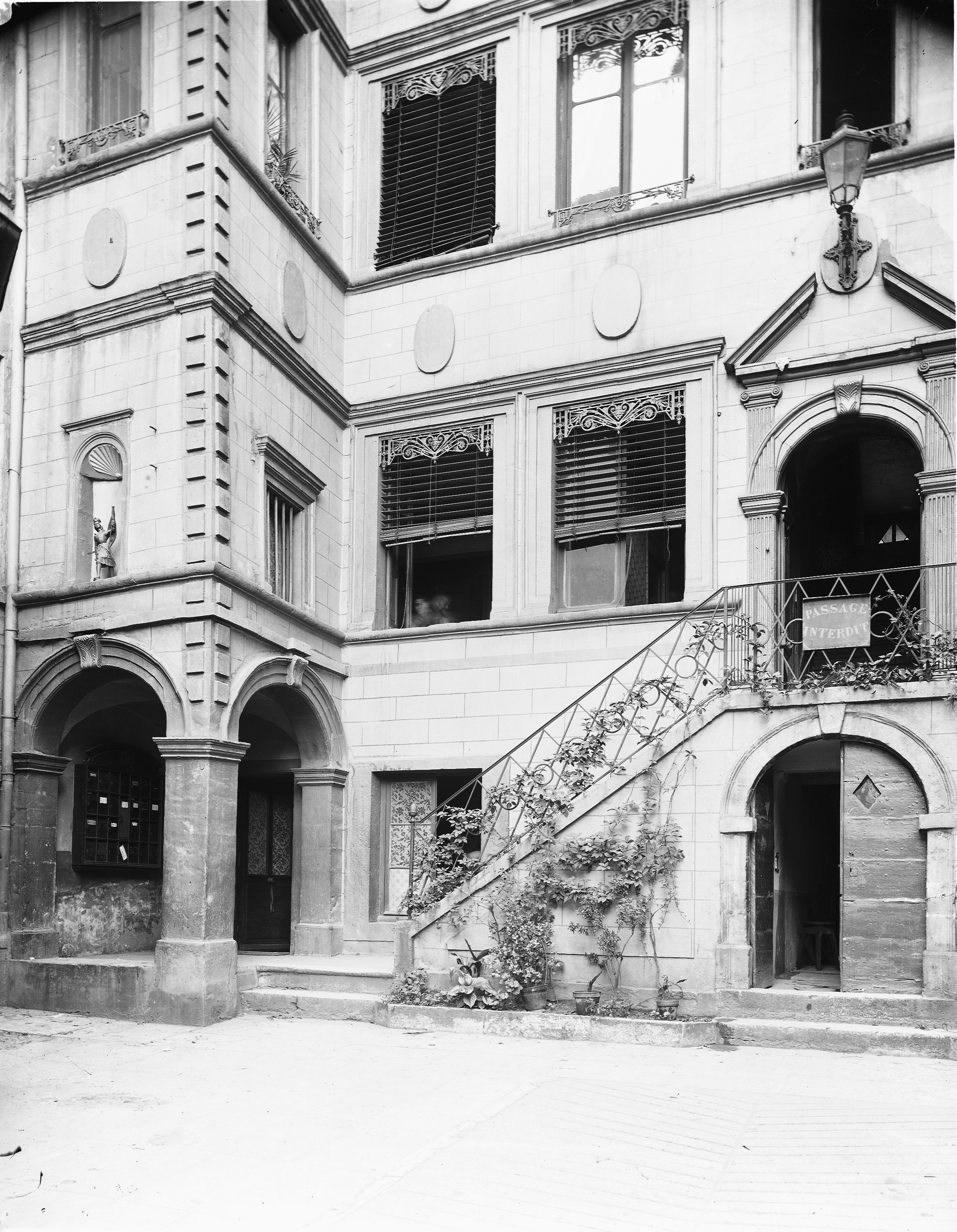
Hôtel du baron des Adrets en 1902

Les deux bâtiments ci-dessous ont été détruits durant la catastrophe de Fourvière du 12 au 13 novembre 1930 ou ont fait partie des bâtiments détruits après dans le cadre des travaux de consolidation de la colline.
La rue Tramassac était une des limites du Cloître Saint-Jean ; le glissement de terrain de 1930 a détruit son dernier pan, laissant deux vestiges : un bout de mur à l'arrière de la MJC du Vieux Lyon et un soubassement de la maison du Chamarier.

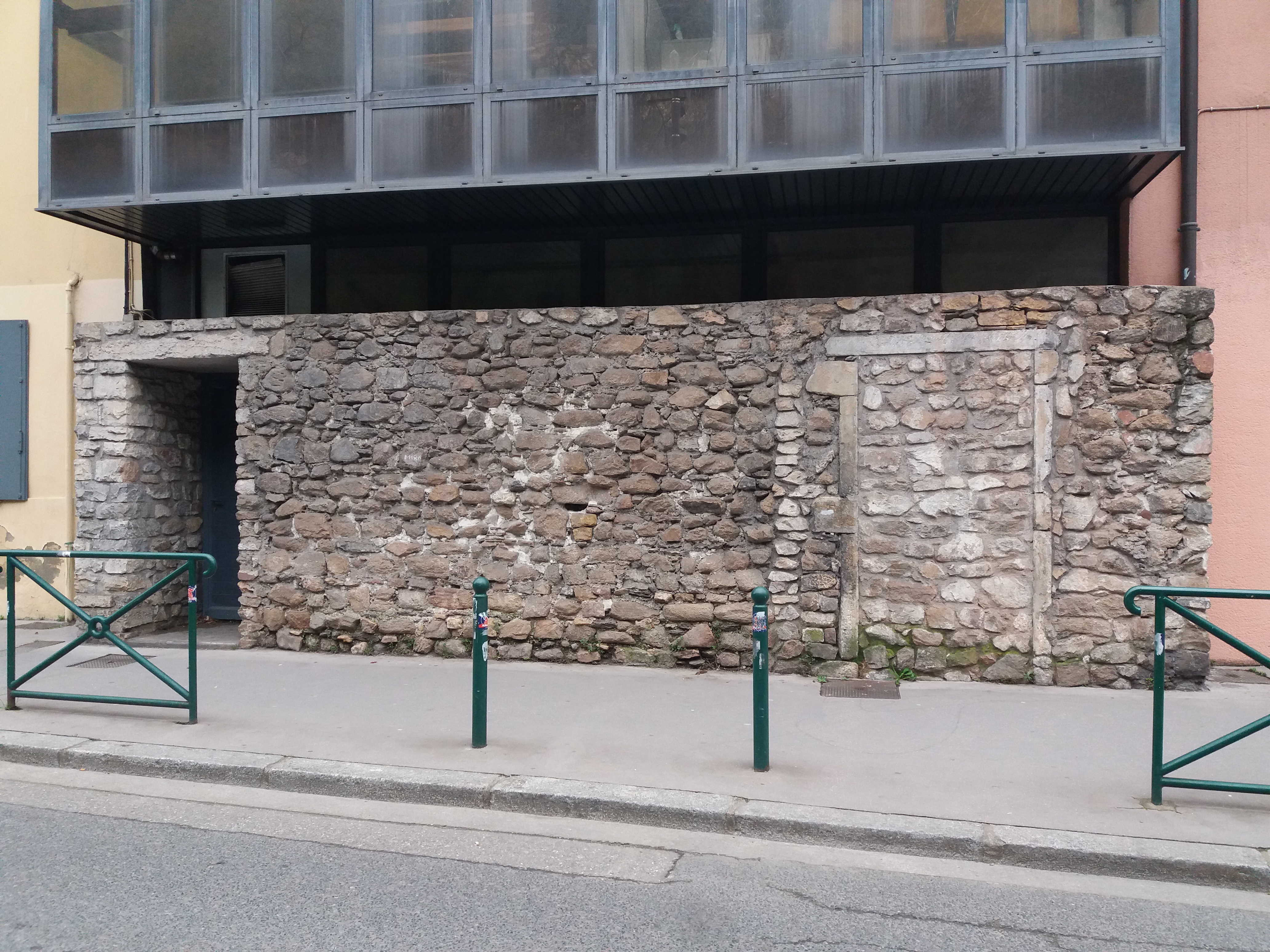
Mur d'enceinte du Cloître Saint-Jean